# Liviu Dragnea

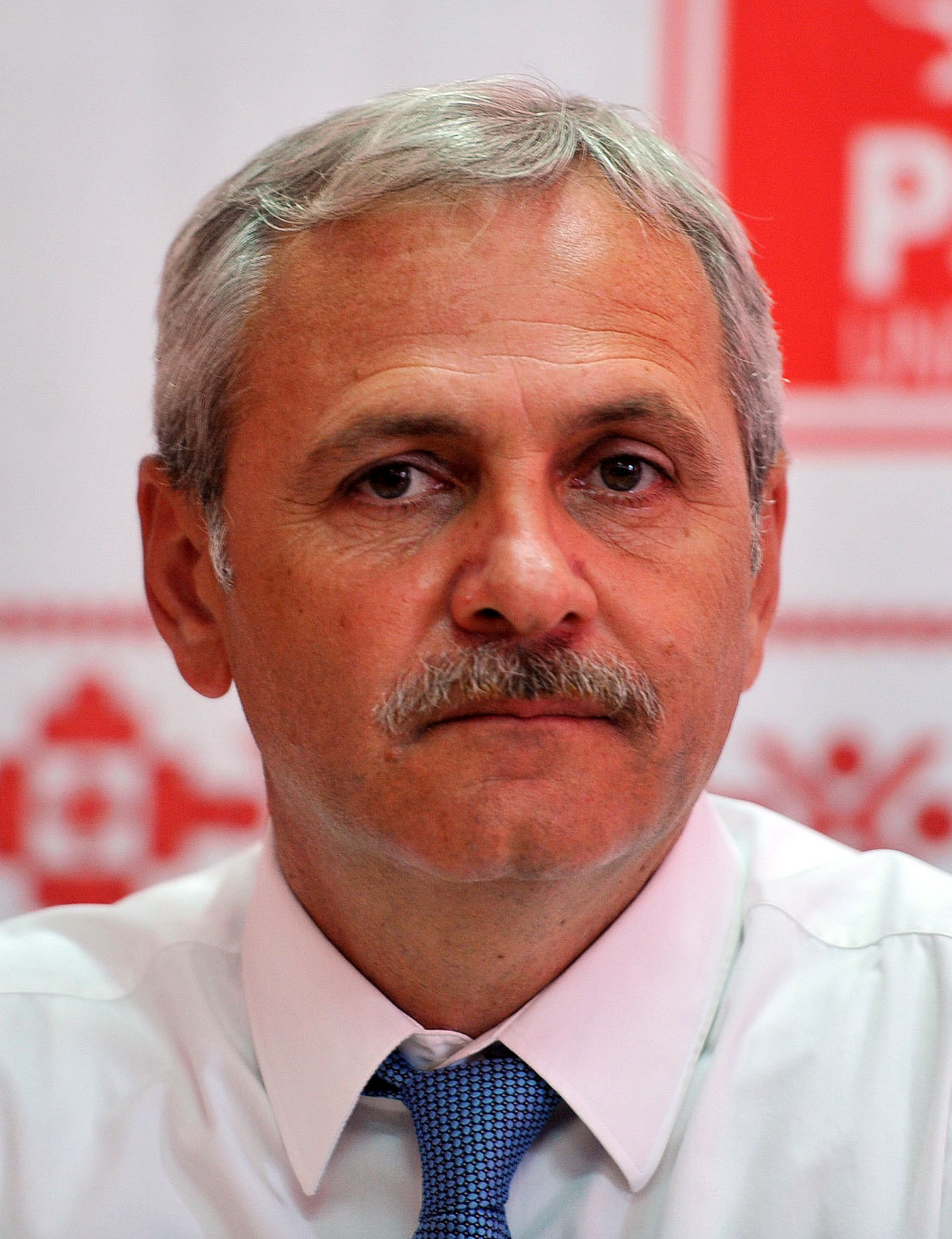
Liviu Dragnea (2014)

Liviu Dragnea (* 28. Oktober 1962 in Gratia, Kreis Teleorman) ist ein rumänischer Politiker der Partei Partidul Social Democrat (PSD).  Im Oktober 2015 wurde er Vorsitzender und Nachfolger des im Juli 2015 vom Parteiamt zurückgetretenen Victor Ponta. Ab der Parlamentswahl von 2016 bis zu seiner Verhaftung im Mai 2019 war er gleichzeitig Präsident der Abgeordnetenkammer Rumäniens.

## Leben

### Herkunft und Beruf
Dragneas Vater war der Polizeichef seines Heimatdorfs. Er selbst studierte an der Nationalen Verteidigungsuniversität „Carol I“ und an der Polytechnischen Universität Bukarest Ingenieurswesen. Nach seinem Abschluss 1987 arbeitete er als Ingenieur in einer Fabrik in Craiova. Unmittelbar nach der Revolution von 1989 eröffnete er mehrere Dorfkneipen. Im Zuge der Privatisierung ehemaligen Volkseigentums konnte er zu sehr niedrigen Preisen ein Hotel und mehrere Restaurants in der Stadt Turnu Măgurele erwerben. Bereits 1995 gehörte er zu den führenden Geschäftsleuten im südrumänischen Kreis Teleorman.

### Kreispolitiker und Minister (1996–2015)
Bei der Kommunalwahl 1996 wurde er in den Stadtrat von Turnu Măgurele gewählt. Von 1996 bis 2000 war er Mitglied der Partidul Democrat (PD) und Präfekt des Kreises Teleorman. Nach seinem Wechsel zur Partidul Social Democrat (PSD) wurde er 2000 zum Präsidenten des Kreisrats von Teleorman gewählt und in dieser Position 2004, 2008 und 2012 bestätigt. Aufgrund seines langjährig großen Einflusses in diesem Kreis (dessen Hauptstadt Alexandria ist) wird er auch als der „Baron“ von Teleorman tituliert.
Vom 20. Januar 2009 bis 2. Februar 2009 war Dragnea als Nachfolger von Gabriel Oprea im Kabinett Boc I Minister für Verwaltung und Inneres. Vom Dezember 2012 bis zum 15. Mai 2015 war Dragnea als Nachfolger von Eduard Hellvig im Kabinett Ponta II, im Kabinett Ponta III und im Kabinett Ponta IV Minister für regionale Entwicklung und Verwaltung. 

### PSD-Vorsitzender und Parlamentspräsident (seit 2015)
Dragnea war als Nachfolger von Victor Ponta ab dem 22. Juli 2015 Parteivorsitzender der PSD. Am 22. April 2016 wurde er wegen eines versuchten Wahlbetruges zu zwei Jahren Haft auf Bewährung verurteilt. Damit verdoppelte der Oberste Gerichtshof das Urteil vom 15. Mai 2015, was der Grund für seinen Rücktritt als Minister gewesen war.
Nach der Parlamentswahl in Rumänien 2016, die die PSD gewann, wurde Dragnea zum Präsidenten der Abgeordnetenkammer gewählt. Er muss sich  seit dem 30. Januar 2017 wegen Amtsmissbrauchs als Kreistagspräsident von Teleorman und Dokumentenfälschung mit einem Schaden von 100.000 Lei vor Gericht verantworten. Ihm wurde vorgeworfen, zwei für die PSD arbeitende Frauen auf öffentlichen Gehaltslisten ohne Gegenleistungen beschäftigt zu haben. Dragnea erklärte sich für unschuldig.
Wegen seiner Vorstrafen konnte Dragnea das Amt des Ministerpräsidenten selbst nicht bekleiden, übte aber Beobachtern zufolge die eigentliche Macht im Land aus. Dragnea galt als „Strippenzieher“ des Kabinetts Grindeanu und als eine der Schlüsselfiguren während der Proteste in Rumänien 2017. Im Juni 2017 entzog er dem Ministerpräsidenten Sorin Grindeanu seine Unterstützung, schloss ihn aus der PSD aus und sorgte durch ein Misstrauensvotum für dessen Entlassung. Stattdessen wurde Mihai Tudose Regierungschef. Auch weitere PSD-Mitglieder, die sich hinter Grindeanu und damit gegen Dragnea stellten, darunter der ehemalige PSD-Vorsitzende und Ministerpräsident Victor Ponta, wurden aus der Partei ausgeschlossen.
Im November 2017 leiteten rumänische Staatsanwälte Ermittlungen ein, nachdem das Europäische Amt für Betrugsbekämpfung (OLAF) 2016 Hinweise vorgelegt hatte, nach denen bei der Vergabe von Straßenreparaturverträgen rund 21 Millionen Euro in betrügerischer Absicht an Offizielle des Europäischen Fonds für regionale Entwicklung ausgezahlt worden waren. Hierbei soll Dragnea eine „kriminelle Gruppe“ gegründet haben, die Dokumente fälschte, um illegal EU-Mittel zu erhalten. Dragnea bestritt jegliches Fehlverhalten. Teile seines Vermögens wurden beschlagnahmt. Auch der Ministerpräsident Tudose geriet in Konflikt mit Dragnea und wurde von diesem im Januar 2018 zum Rücktritt gedrängt. Wie schon Grindeanu hatte sich Tudose geweigert, die von Dragnea gewünschte Justizreform voranzutreiben, durch die die Strafbarkeit von Korruption in Rumänien gelockert werden sollte. Zudem hatte er drei Minister, die Dragnea nahestanden und unter Korruptionsverdacht standen, zum Rücktritt gedrängt. Stattdessen wurde Viorica Dăncilă Ministerpräsidentin, eine enge Vertraute Dragneas.
Die Regierung versuchte im Juni 2018, die Unabhängigkeit der Justiz und der Geheimdienste einzuschränken unter dem von Dragnea vorgebrachten Vorwand, einen „Schattenstaat“ zu bekämpfen. Im Eilverfahren wurde die Strafprozessordnung massiv verändert. So sollten Opfer nur noch in Anwesenheit der Täter aussagen dürfen und Fristen wurden derart verkürzt, dass Untersuchungen der Justiz kaum mehr Aussicht auf Erfolg hätten. Wenige Tage später wurde Dragnea in erster Instanz wegen Anstiftung zum Amtsmissbrauch zu dreieinhalb Jahren Haft verurteilt.
Im August 2018 kam es erneut zu Massenprotesten gegen Dragneas Justizreform, bei der 450 Menschen verletzt wurden. Bei einer Kabinettsumbildung im November 2018 entließ Ministerpräsidentin Dăncilă mehrere Minister, die Kritik an Dragneas autoritärem Führungsstil geäußert hatten. Im Mai 2019 bestätigte das Oberste Gericht die Haftstrafe. Nach seiner Verhaftung löste ihn Viorica Dăncilă auch als Vorsitzende der PSD ab. Dragnea focht ihre Wahl allerdings vom Gefängnis aus gerichtlich an und beanspruchte, weiterhin Parteivorsitzender zu sein.
Dragnea ist geschieden und hat zwei Kinder.